# Belle (Missouri)
Belle is een plaats (city) in de Amerikaanse staat Missouri, en valt bestuurlijk gezien onder Maries County en Osage County.

## Demografie
Bij de volkstelling in 2000 werd het aantal inwoners vastgesteld op 1344.
In 2006 is het aantal inwoners door het United States Census Bureau geschat op 1361, een stijging van 17 (1,3%).

## Geografie
Volgens het United States Census Bureau beslaat de plaats een oppervlakte van
3,3 km², geheel bestaande uit land. Belle ligt op ongeveer 243 m boven zeeniveau.

## Plaatsen in de nabije omgeving
De onderstaande figuur toont nabijgelegen plaatsen in een straal van 28 km rond Belle.